# Uracanthus discicollis
Uracanthus discicollis är en skalbaggsart som beskrevs av Lea 1916. Uracanthus discicollis ingår i släktet Uracanthus och familjen långhorningar. Inga underarter finns listade i Catalogue of Life.